# Gregory Gaynair
Gregory Gaynair (* 18. Januar 1961 in Düsseldorf) ist ein deutscher Jazzpianist.
Gaynair, Sohn des Musikers Wilton Gaynair, lernte ab dem siebten Lebensjahr das Klavierspiel; er spielte früh in Bands. An der Hochschule für Musik Köln studierte er bei Francis Coppieters; seitdem arbeitet er als Pianist mit Musikern wie Arnett Cobb, Woody Shaw oder Gene Mighty Fly Conners. Er gehörte zur Band von John C. Marshall, mit dem er auch mehrere Alben einspielte, und gründete ein eigenes Quartett; auch tritt er im Duo mit Jörg Siebenhaar auf.  Seine Musik hat Jürgen Wölfer zufolge teilweise „eine reizvolle karibische Färbung“. Auch ist er auf Alben von Albie Donelly zu hören.

## Diskographische Hinweise
- Gregory Gaynair/Jörg Siebenhaar Deux Grands Cafes (2011)
- DeVoto (mit Ralf Kleine-Tebe, Rolf Behet; 2004)
- Gregory Gaynair's Pimiento Express Muy Picante (mit Wolfgang Engelbertz, Sameh Mina, Alfonso Garrida: 2000)

## Lexikalische Einträge
- Jürgen Wölfer: Jazz in Deutschland. Das Lexikon. Alle Musiker und Plattenfirmen von 1920 bis heute. Hannibal, Höfen 2008, ISBN 978-3-85445-274-4.